# Soochong virus
Soochong virus (англ.) относится к роду хантавирусов и, наряду с вирусами Hantaan virus, Seoul virus и Muju virus входит в число хантавирусов, распространяемых грызунами на территории Республики Корея. Вирус вызывает заболевание известное как геморрагическая лихорадка с почечным синдромом.
Впервые вирус был обнаружен в тканях полевой мыши, пойманной в 1997 году рядом с горой Гайбангсан провинции Хончхон в Южной Корее. В 1998 году была поймана ещё одна мышь с аналогичным вирусом и, после его изолирования с помощью клеток Vero E6 (позже сегменты генома были также обнаружены в образцах лёгочных тканей), было принято решение о присвоении вирусу самостоятельного названия. Дальнейшее изучение показало, что геном значительно отличается от наиболее распространённого на территории Кореи вируса Хантаан.